# Martin Aufhäuser
Martin Aufhäuser (* 26. Mai 1875 in München; † 1944 in Los Angeles, Kalifornien) war ein deutscher Bankier.

Bankhaus H. Aufhäuser in München, Löwengrube 20 mit Gründer Heinrich Aufhäuser sowie seinen Söhnen Martin und Siegfried, um 1905

## Leben
Er war der Sohn des Bankiers Heinrich Aufhäuser (1842–1917), der gemeinsam mit Samuel Scharlach am 14. Mai 1870 das Bankhaus Aufhäuser & Scharlach in München gegründet hatte, dessen Bilanzsumme sich bereits in den ersten Jahren von 1870 bis 1876 verfünffachte. Nachdem Heinrich Aufhäuser seinen ehemaligen Partner Scharlach bis 1892 ausbezahlt hatte, firmierte das Institut ab 1894 unter dem Namen Bankhaus H. Aufhäuser. Die Bank erlangte schnell einen guten Ruf und zählte alsbald u. a. Herzog Luitpold in Bayern und die Familie von Thomas Mann sowie Neuberger und Einstein (Alfred Einstein) zu ihren Kunden. Um die Jahrhundertwende wurde aus der zunächst auf das Effektenkommissionsgeschäft spezialisierten Bank ein umsatzstarkes Kreditinstitut. 1913 belief sich die Bilanzsumme von H. Aufhäuser erstmals auf über 10 Millionen Goldmark.
Martin Aufhäuser besuchte das humanistische Gymnasium in seiner Geburtsstadt München und absolvierte danach eine Banklehre in Frankfurt am Main. Ab 1891 arbeitete er im Bankhaus H. Aufhäuser. Nach dem Tod des Vaters übernahm Martin gemeinsam mit seinem zwei Jahren jüngeren Bruder Siegfried Aufhäuser das Bankhaus. 1918 wurde er dort persönlich haftender Gesellschafter und Seniorchef.
Das Berliner Bankhaus S. Bleichröder wurde 1918 Kommanditistin des Bankhauses H. Aufhäuser – auch ein Kennzeichen des Konzentrationsprozesses bei den Banken seit der Jahrhundertwende. Der offizielle Name lautete nun: H. Aufhäuser Kommandite von S. Bleichröder in Berlin.
Ab 1921 beteiligte sich Martin Aufhäusers am Bankhaus S. Bleichröder, wodurch es zu einer Überkreuzbeteiligung zwischen den beiden jüdischen Bankhäusern kam, da gleichzeitig Ernst Kritzler, seit 1917 Teilhaber von S. Bleichröder, dem Bankhaus H. Aufhäuser beitrat. Martin Aufhäuser saß zudem im Aufsichtsrat der 1924 neu gegründeten Golddiskontbank, die nach der Hyperinflation als Tochtergesellschaft der Reichsbank gegründet wurde, um dem deutschen Außenhandel wieder ein konvertierbares Zahlungsmittel zur Verfügung zu stellen.
Martin Aufhäuser war auch Mitglied des Vorstands der Börse München und der Münchner Handelskammer. 1926 wurde er zum Geheimen Kommerzienrat ernannt.
1936 wurde Fritz Seiler, Mitinhaber vom Hamburger Bankhaus Carlo Z. Thomsen, auf Bitte des Generalbevollmächtigten Josef Bayer, zweiter Komplementär. Seiler suchte weitere Kommanditisten zu gewinnen. 
Da die Aufhäusers dem jüdischen Glauben angehörten, war das Bankhaus massiven Repressalien ausgesetzt und es verlor einen Großteil seiner Kunden – durch Zwangsmaßnahmen (Judenboykott etc.), Auswanderung oder Deportation. In Nürnberg wurde die Seiler & Co. KG gegründet, die H. Aufhäuser übernimmt. Gemäß Arisierungsvertrag vom 14. November 1938 wurde Seiler alleiniger Kommanditist und H. Aufhäuser firmierte in Seiler & Co. um. 
Martin Aufhäuser sah sich gezwungen, 1941 in die USA zu emigrieren, wo er 1944 in Los Angeles starb.